# Liste der denkmalgeschützten Objekte in Kramsach
Die Liste der denkmalgeschützten Objekte in Kramsach enthält die 27 denkmalgeschützten, unbeweglichen Objekte der Tiroler Gemeinde Kramsach.

## Denkmäler
| Foto  |                 | Denkmal | Standort                                        | Beschreibung | Metadaten |
| ----- | --------------- | --- | ----------------------------------------------- | --- | --- |
| ja    | Datei hochladen | Schloss Achenrain, Taxis HERIS-ID: 39776 Objekt-ID: 39609 TKK: 3406                                                                                            | Achenrain 57 Standort KG: Mariathal             | Der schlossartige Ansitz in einem parkähnlichen Garten wurde um 1658 erbaut und im 18. Jahrhundert um den niederen Ostflügel erweitert. Die Kapelle stammt von 1661. Die Westfront als Repräsentationsfassade weist einen Mittelrisalit in Form eines Turmes mit frühbarocker Dachhaube, zwei zweigeschoßige polygonale Erker mit ähnlichen Dachaufbauten, ein Rundbogenportal in Rustikaquaderung mit antikisierendem Giebeldreieck und eine Holztür mit manieristisch geformten Mittelpfosten auf. | BDA-Hist.: Q15844425 Status: Bescheid Stand der BDA-Liste: 2025-06-30 Name: Schloss Achenrain, Taxis GstNr.: .45 Kramsach, Schloss Achenrain |
| ja    | Datei hochladen | Wallfahrtskapelle Hilaribergl (Maria auf dem Karmel) und ehem. Marienhospiz HERIS-ID: 105075 Objekt-ID: 122033 TKK: 3051                                       | Am Bergl 22 Standort KG: Mariathal              | → Hauptartikel : Kloster Hilariberg f1 | BDA-Hist.: Q15823897 Status: § 2a Stand der BDA-Liste: 2025-06-30 Name: Wallfahrtskapelle Hilaribergl (Maria auf dem Karmel) und ehem. Marienhospiz GstNr.: .164 Kramsach, Wallfahrtskapelle Hilaribergl                                                                   |
| ja    | Datei hochladen | Bildstock HERIS-ID: 98699 Objekt-ID: 114656 TKK: 3045 | bei Mariatal 6 Standort KG: Mariathal           | Die achteckige schlanke Marmorsäule trägt einen ädikulaartigen Aufsatz von 1613 mit vier seichten Eselsrückennischen und geschwungenem, verschindeltem Pyramidendach. Eine Nische zeigt eine gemalte Kreuzigungsdarstellung, in den anderen drei Nischen befinden sich Steinreliefs von Dominikus Silberberger von 1931, die die hll. Sebastian und Dominikus sowie Mariä Himmelfahrt darstellen. | BDA-Hist.: Q37772532 Status: § 2a Stand der BDA-Liste: 2025-06-30 Name: Bildstock GstNr.: 664 |
| ja BW | Datei hochladen | Gasthof Mariathal HERIS-ID: 99108 Objekt-ID: 115151 TKK: 3311                                                                                                  | Mariatal 11, 12 Standort KG: Mariathal          | Der Gasthof Mariathal gehörte einst dem im 13. Jahrhundert gegründeten Dominikanerinnenkloster Mariathal. Das Haupthaus reicht in seiner Bausubstanz zumindest in die frühe Neuzeit zurück, der Übergang ins Privateigentum ist für 1786 urkundlich belegt. Aus der frühen Bauzeit stammen noch Teile des Mauerwerks und das Steinportal. Südlich angeschlossen ist ein Hotelzubau aus den 1930er Jahren im Heimatstil. | BDA-Hist.: Q37773546 Status: Bescheid Stand der BDA-Liste: 2025-06-30 Name: Gasthof Mariathal GstNr.: .104/2, .104/1 |
| ja    | Datei hochladen | Ehem. Speicher HERIS-ID: 39774 Objekt-ID: 39606 TKK: 16513 | Mariatal 13 Standort KG: Mariathal              | | BDA-Hist.: Q37991258 Status: Bescheid Stand der BDA-Liste: 2025-06-30 Name: Ehem. Speicher GstNr.: .94 Kramsach, Mariatal, ehem. Speicher |
| ja    | Datei hochladen | Kalvarienbergkapelle HERIS-ID: 39771 Objekt-ID: 39603 TKK: 3036                                                                                                | nordöstlich Mariatal 13 Standort KG: Mariathal  | Die Kalvarienbergkapelle auf einem Hügel nordöstlich des Dominikanerinnenklosters wurde um 1710 errichtet. Die offene, bildstockartige, gemauerte Kapelle mit dreiseitigem Schluss und steilem Satteldach ist giebelseitig durch eine fast die gesamte Breite einnehmende, vergitterte Korbbogenöffnung erschlossen. Das Innere ist mit einem flachen Lattengewölbe versehen, die Wände sind durch eingestellte Pilaster über Sockeln mit profilierten Kapitellen und durchlaufendem, profiliertem Gesims gegliedert. In der Nische befindet sich eine barocke Kalvarienberggruppe, in der abgesetzten Sockelzone eine vergitterte Segmentbogennische mt einer Ölberggruppe. Die geschnitzten Figuren stammen von Johann Michael Mayr aus der ersten Hälfte des 18. Jahrhunderts.                                               | BDA-Hist.: Q37991238 Status: Bescheid Stand der BDA-Liste: 2025-06-30 Name: Kalvarienbergkapelle GstNr.: .90 Kramsach, Mariatal, Kalvarienbergkapelle |
| ja    | Datei hochladen | Ehem. Gästehaus HERIS-ID: 39775 Objekt-ID: 39607 TKK: 3089 | Mariatal 14 Standort KG: Mariathal              | | BDA-Hist.: Q37991269 Status: Bescheid Stand der BDA-Liste: 2025-06-30 Name: Ehem. Gästehaus GstNr.: .95 Kramsach, Mariatal, ehem. Gästehaus |
| ja    | Datei hochladen | Ehem. Kloster Mariathal und Ummauerung HERIS-ID: 68780 Objekt-ID: 81815 TKK: 36454                                                                             | Mariatal 15 Standort KG: Mariathal              | | BDA-Hist.: Q38120586 Status: § 2a Stand der BDA-Liste: 2025-06-30 Name: Ehem. Kloster Mariathal und Ummauerung GstNr.: 434, 431, .91 |
| BW    | Datei hochladen | Ehem. Gästehaus HERIS-ID: 39772 Objekt-ID: 39604 TKK: 36454 | Mariatal 15 Standort KG: Mariathal              | | BDA-Hist.: Q37991250 Status: Bescheid Stand der BDA-Liste: 2025-06-30 Name: Ehem. Gästehaus GstNr.: 434 |
| ja    | Datei hochladen | Nischen- /Kapellenbildstock HERIS-ID: 104674 Objekt-ID: 121539 TKK: 3431                                                                                       | Mariatal 15, in der Nähe Standort KG: Mariathal | Der Bildstock wurde 1955 von einigen Kramsacher Frauen anstelle eines älteren Vorgängerbaus neu errichtet. Der offene, gemauerte, kapellenartige Bildstock über fast quadratischem Grundriss hat ein Satteldach. Über einer hohen Bruchsteinsockelzone kragt eine Marmorplatte vor als Sockel für zwei freistehende Marmorsäulen auf den beiden Seiten einer vergitterten Rundbogennische. Innen eine Figurengruppe der Pietà. | BDA-Hist.: Q37801519 Status: § 2a Stand der BDA-Liste: 2025-06-30 Name: Nischen- /Kapellenbildstock GstNr.: 443/1 |
| ja    | Datei hochladen | Mesnerhaus HERIS-ID: 104676 Objekt-ID: 121541 TKK: 115631 | Mariatal 16 Standort KG: Mariathal              | | BDA-Hist.: Q37801540 Status: § 2a Stand der BDA-Liste: 2025-06-30 Name: Mesnerhaus GstNr.: 444 |
| ja    | Datei hochladen | Kath. Pfarr- und ehem. Dominikanerinnenkirche hl. Dominikus, Reste der Vorgängerbauten sowie Friedhof mit Kapelle HERIS-ID: 104645 Objekt-ID: 121505 TKK: 3145 | Mariatal 16 Standort KG: Mariathal              | → Hauptartikel : Wallfahrtskirche Mariathal f1 | BDA-Hist.: Q1420439 Status: § 2a Stand der BDA-Liste: 2025-06-30 Name: Kath. Pfarr- und ehem. Dominikanerinnenkirche hl. Dominikus, Reste der Vorgängerbauten sowie Friedhof mit Kapelle GstNr.: 442, 443/2, 443/1, 444, 434 Kramsach, Mariatal, Pfarrkirche hl. Dominikus |
| ja    | Datei hochladen | Widum Mariatal HERIS-ID: 104681 Objekt-ID: 121547 TKK: 3189 | Mariatal 17 Standort KG: Mariathal              | Das Widum wurde gemäß Inschrift im Giebelfeld 1742 erbaut. Der mächtige dreigeschoßige Bau mit Pfettendach über traufseitig erschlossenem Mittelflurgrundriss weist regelmäßig gegliederte Fassaden auf. An der Westseite befindet sich ein rundbogiges Steinportal, darüber eine reliefierte Halbfigur des Guten Hirten. Im Giebelfeld der Südseite befindet sich ein monumentales Kruzifix. Im Inneren hat sich ein gewölbter Flur erhalten. | BDA-Hist.: Q37801573 Status: § 2a Stand der BDA-Liste: 2025-06-30 Name: Widum Mariatal GstNr.: 444 Kramsach, Mariatal, Widum |
| ja    | Datei hochladen | Lourdeskapelle HERIS-ID: 98703 Objekt-ID: 114662 TKK: 3019 | Standort KG: Mariathal                          | Die Kapelle wurde 1886 um eine ältere Lourdesgrotte herum errichtet. Der einjochige Mauerbau mit Satteldach ist giebelseitig durch eine große, vergitterte Rundbogennische geöffnet. Die Fassase ist durch Putzfaschenrahmungen von Portal und Fensteröffnungen sowie Mauerkanten und Gesimsen gegliedert, das Portal wird von mit Stuckrahmungen eingefassten Mauerpfeilern mit markanten Gebälkstücken flankiert. Das tonnengewölbte Innere beherbergt eine aus Natursteinen gemauerte Lourdesgrotte mit den Schnitzfiguren der Maria Immaculata und der hl. Bernadette. | BDA-Hist.: Q37772552 Status: § 2a Stand der BDA-Liste: 2025-06-30 Name: Lourdeskapelle GstNr.: .236 Kramsach, Lourdeskapelle |
| ja    | Datei hochladen | Holzsteg über die Brandenberger Ache HERIS-ID: 107505 Objekt-ID: 124846 TKK: 115632                                                                            | Standort KG: Mariathal                          | Die mit einem verschindelten Satteldach geschützte und an den Längsseiten senkrecht verschalte hölzerne Brücke über die Brandenberger Ache stammt vermutlich aus der ersten Hälfte des 19. Jahrhunderts. | BDA-Hist.: Q37810301 Status: § 2a Stand der BDA-Liste: 2025-06-30 Name: Holzsteg über die Brandenberger Ache GstNr.: 730, 664, 666, 611/6, 440 Kramsach, Mariatal, Holzsteg über die Brandenberger Ache                                                                    |
| BW    | Datei hochladen | Tummeler-Kasten HERIS-ID: 104017 Objekt-ID: 120607 TKK: 49175seit 2020                                                                                         | bei Angerberg 10 Standort KG: Voldöpp           | Der eingeschoßige Getreidekasten mit Satteldach ist am Türsturz inschriftlich mit 1677 datiert. Er stand ursprünglich in Obernberg am Brenner (Standort), wurde im September 2020 abgetragen und im Museum Tiroler Bauernhöfe in der Nachbarschaft zum Wipptaler Hof wieder aufgestellt. Anmerkung: Koordinaten grundstücksgenau | BDA-Hist.: Q105646741 Status: § 57-Mandatsbescheid Stand der BDA-Liste: 2025-06-30 Name: Tummeler-Kasten GstNr.: 688 |
| ja    | Datei hochladen | Dreieckkapelle HERIS-ID: 98700 Objekt-ID: 114657 TKK: 3040 | gegenüber Claudiaplatz 9 Standort KG: Voldöpp   | Die Kapelle aus dem beginnenden 17. Jahrhundert wurde 1972 aufgrund des Autobahnbaus abgetragen und 1974 am heutigen Standort wieder aufgebaut. Der seltene Typus einer dreiseitigen Wegkapelle mit spitzem, geschwungenem Zeltdach markierte am ursprünglichen Standort das Zusammentreffen dreier Wege. Die drei Gebäudekanten sind durch kräftige, leicht geschwungene Mauerbänder betont. Dazwischen befinden sich flache Rundbogennischen mit jeweils einem Holzrelief mit Darstellungen der Heiligen Kamillus (?), Florian und Maria Immaculata von Peter Madersbacher aus dem 20. Jahrhundert. | BDA-Hist.: Q37772542 Status: § 2a Stand der BDA-Liste: 2025-06-30 Name: Dreieckkapelle GstNr.: 1459/1 Kramsach, Dreieckskapelle |
| ja    | Datei hochladen | Antoniuskapelle in der Hagau HERIS-ID: 39766 Objekt-ID: 39598 TKK: 2996                                                                                        | nordöstlich Hagau 39 Standort KG: Voldöpp       | Die Kapelle in den Feldern wurde 1685 erbaut. Der einjochige Mauerbau über fast quadratischem Grundriss weist einen dreiseitigen Chorschluss, ein Satteldach und einen Dachreiter mit Zwiebelhaube auf. An der Giebelseite befindet sich ein Rundbogenportal mit gekehltem Marmorgewände und Vordach. Die Fassaden sind durch farbige Putzfaschenrahmungen an Fenstern und am Portal sowie Gesimsunterteilungen und Ecklisenen gegliedert. Das Innere weist ein Tonnengewölbe mit Stichkappen, Stuckleisten und Wandpilaster auf. Die um 1750 geschaffenen Deckenmalereien mit Szenen aus dem Leben des hl. Antonius stammen aus dem Umkreis von Christoph Anton Mayr. | BDA-Hist.: Q37991206 Status: Bescheid Stand der BDA-Liste: 2025-06-30 Name: Antoniuskapelle in der Hagau GstNr.: .276 Kramsach, Antoniuskapelle in der Hagau |
| ja    | Datei hochladen | Pestsäule HERIS-ID: 39767 Objekt-ID: 39599 TKK: 3042 | südwestlich Hagau 67 Standort KG: Voldöpp       | Die Pestsäule neben der Antoniuskapelle ist mit 1522 bezeichnet. | BDA-Hist.: Q37991217 Status: Bescheid Stand der BDA-Liste: 2025-06-30 Name: Pestsäule GstNr.: .276 |
| ja    | Datei hochladen | Kohlerkapelle HERIS-ID: 58924 Objekt-ID: 69815 TKK: 3026 | bei Kuglgasse 2 Standort KG: Voldöpp            | Der offene, gemauerte Kapellenbildstock über quadratischem Grundriss mit steilem Satteldach wurde 1735 errichtet. Im Giebelfeld über der vergitterte Rundbogennische ist eine gemalte Rocaillekartusche mit der Jahreszahl 1735. Im tonnengewölbten Inneren befinden sich eine Kreuzgruppe vor gemaltem Landschaftshintergrund und seitliche Wandbilder mit den hll. Nikolaus und Florian. | BDA-Hist.: Q38085237 Status: § 2a Stand der BDA-Liste: 2025-06-30 Name: Kohlerkapelle GstNr.: .204/2 Kramsach, Kohlerkapelle |
| ja    | Datei hochladen | Mosenkapelle zum hl. Josef (Moosenkapelle) HERIS-ID: 47069 Objekt-ID: 49604 TKK: 3432                                                                          | gegenüber Moosen 31 Standort KG: Voldöpp        | | BDA-Hist.: Q38025485 Status: Bescheid Stand der BDA-Liste: 2025-06-30 Name: Mosenkapelle zum hl. Josef (Moosenkapelle) GstNr.: .479 Mosenkapelle |
| ja    | Datei hochladen | Bildstock HERIS-ID: 98696 Objekt-ID: 114653 TKK: 3044 | Voldöpp 37, in der Nähe Standort KG: Voldöpp    | Die Bildsäule vor der Pfarrkirche stammt vom Anfang des 16. Jahrhunderts. | BDA-Hist.: Q37772522 Status: § 2a Stand der BDA-Liste: 2025-06-30 Name: Bildstock GstNr.: 1225/2 |
| ja    | Datei hochladen | Friedhof und Kapelle HERIS-ID: 104688 Objekt-ID: 121554 TKK: 3100                                                                                              | bei Voldöpp 37 Standort KG: Voldöpp             | Der Friedhof, der die Pfarrkirche auf allen Seiten umgibt, gehört zur mittelalterlichen Anlage, deren Begräbnisrecht 1315 erstmals erwähnt wird. Er wird von einer Umfassungsmauer mit Eingängen im Westen und Süden begrenzt. Die Grabmäler bestehen aus schmiedeeisernen Kreuzen und Stelen. In die nördliche Umfassungsmauer integriert ist die Friedhofskapelle aus dem Ende des 17. Jahrhunderts. Die Kapelle mit halbrunder Apsis und steilem Satteldach ist giebelseitig über ein Korbbogenportal erschlossen. Das Tonnengewölbe mit Stichkappen im Inneren ist zur Gänze mit Fresken aus der Zeit um 1700 bedeckt, die Motive zu Tod und Leben nach dem Tod zeigen und Johann Josef Waldmann zugeschrieben werden. Südöstlich der Kirche befindet sich eine weitere Kapelle aus der ersten Hälfte des 19. Jahrhunderts. | BDA-Hist.: Q37801606 Status: § 2a Stand der BDA-Liste: 2025-06-30 Name: Friedhof und Kapelle GstNr.: 1224/1 Kramsach, Voldöpp, Friedhof und Kapelle |
| ja    | Datei hochladen | Pfarrheim HERIS-ID: 58683 Objekt-ID: 69456 TKK: 115630 | Voldöpp 38 Standort KG: Voldöpp                 | Das Pfarrhaus stammt im Kern vermutlich aus dem frühen 18. Jahrhundert, es wurde 1994/95 saniert. Bis 1926 war es das Schulhaus von Voldöpp. Der zweigeschoßige Bau mit Pfettendach über einem Mittelflurgrundriss ist giebelseitig erschlossen. Die Fassaden sind regelmäßig gegliedert, an der Giebelfassade befindet sich mittig über dem Eingang ein kleiner Söller mit Zierschnittbrettern, im Giebelfeld eine barocke Figur des hl. Nikolaus aus dem 18. Jahrhundert. | BDA-Hist.: Q38084400 Status: § 2a Stand der BDA-Liste: 2025-06-30 Name: Pfarrheim GstNr.: 1224/2 Kramsach, Voldöpp, Pfarrheim |
| ja    | Datei hochladen | Kath. Pfarrkirche hl. Nikolaus und Kriegerdenkmal HERIS-ID: 39768 Objekt-ID: 39600 TKK: 3064                                                                   | gegenüber Voldöpp 40 Standort KG: Voldöpp       | → Hauptartikel : Pfarrkirche Kramsach-Voldöpp f1 | BDA-Hist.: Q15836896 Status: § 2a Stand der BDA-Liste: 2025-06-30 Name: Kath. Pfarrkirche hl. Nikolaus und Kriegerdenkmal GstNr.: 1224/1 Kramsach, Pfarrkirche hl. Nikolaus                                                                                                |
| ja    | Datei hochladen | Soldatenfriedhof, sog. Waldfriedhof HERIS-ID: 99110 Objekt-ID: 115153 TKK: 115629                                                                              | gegenüber Voldöpp 72 Standort KG: Voldöpp       | Der Waldfriedhof ist ein Soldatenfriedhof für die Gefallenen des Ersten und Zweiten Weltkrieges. Innerhalb der Friedhofsmauer befindet sich eine offene Kapelle mit Kruzifix und Gedenktafeln. | BDA-Hist.: Q37773555 Status: § 2a Stand der BDA-Liste: 2025-06-30 Name: Soldatenfriedhof, sog. Waldfriedhof GstNr.: 1131, 1132, 1133/1, 1134 Kramsach, Voldöpp, Waldfriedhof                                                                                               |
| ja    | Datei hochladen | Nischenbildstock hl. Johannes Nepomuk/Nepomukkapelle HERIS-ID: 105004 Objekt-ID: 121948 TKK: 3033                                                              | Zentrum 1, in der Nähe Standort KG: Voldöpp     | Die Nepomukkapelle wurde um 1980 anstelle eines Vorgängerbaus errichtet. In der vergitterten Karniesbogennische befindet sich eine barocke Schnitzfigur des hl. Johannes Nepomuk. | BDA-Hist.: Q37802904 Status: § 2a Stand der BDA-Liste: 2025-06-30 Name: Nischenbildstock hl. Johannes Nepomuk/Nepomukkapelle GstNr.: 2032 |